# Західне Полісся (Білорусь)
Західне Полісся — історико-етнографічний регіон Білорусі. Займає більшу частину Брестської області. На півночі по верхів'ях річок Нарев і Ясельда межує з Понеманням, на північному сході і сході по лінії на північ від Телехани і Лунінце і далі по межиріччю Горині і Ствиги — з Східним Поліссям.
Північні кордони збігаються з зоною розмежування місцевих етносів — поліщуків, або багнавіків (в зоні Західного Полісся), і литвинів (в межах Понемання). Приблизно в тій же зональної смузі на середньовічних картах позначалися кордону між Поліссям і Чорною Руссю.
На території Західного Полісся виділялися місцеві етнографічні групи жителів Пінська і підлящан з притаманними їм самобутніми рисами традиційної культури і побуту.
Межі регіону в основному збігаються з ареалом західнополіського діалекту.

## Історія
Населення Західного Полісся етногенетично складалося на давньослов'янській основі (волиняни, бужани, дреговичі, древляни) за участю асимільованих ятвягів, окремих груп мозовшан та ін.
В умовах єдиної давньоруської держави культурно-побутові відмінності між окремими групами племен поступово стиралися, домінував процес етнічної консолідації.
У складі ВКЛ Західне Полісся становила Брестська земля, яка зберігала обласну автономію, мала свої представницькі органи (місцевий сейм).
Після анексії Росією (1793, 1795) землі Західного Полісся входили до складу Гродненської і Мінської губерній, в 1921-39 — під владою Польщі (Поліське воєводство).

## Географія
На матеріальну і духовну культуру жителів накладали відбиток природно-кліматичні умови (багато болот, річок, м'який клімат), географічне сусідство і давні культурно-економічні зв'язки з Україною і Польщею. Найбільш розвинуті і густонаселені частини Західного Полісся — Загороддя й район Підляшшя (Побужжя).
Самобутній куточок Пінського Полісся — Заріччя, де численні річки впадають в Прип'ять на невеликій відстані, утворюючи безліч рукавів, проток, «гнилих» русел.

## Господарська діяльність
Обмеженість орних земель, багата озерна і річкова фауна зумовили специфіку господарських занять жителів Пінського Полісся (поруч з землеробством, тваринництвом важливе значення мали рибальство і збиральництво).

## Селища
Традиційна садибна забудова Західного Полісся — однорядна (погонного типу), рідше — не пов'язана між собою.
Подвір'я знаходилися поруч один з одним, утворюючи вуличну або гніздову системи забудови. Іноді 2-3 комплекси хат, що належали різним господарям (зазвичай родичам), розташовувалися в один ряд на загальному подвір'ї.
Найбільш характерна структура традиційного житла: будинок + сіни + комора; хата + сіни.
У 2-ій половині 19 — початку 20 ст. вона ускладнювалася створенням в сінях кухні.
Зрубні хати робили з розколотих або розпиляних уздовж колод (диль), які з'єднувалися в своєрідний кут (на півночі поширення зрубу обмежувалося лінією Дорогичин — Хомський — Береза).
У будівництві господарських приміщень використовували сохо-стовпову конструкцію з плетневими стінами, які на зиму обкладали снопами очерету або соломи.
Кліть, комору, сирники будували на високих штандартах або палях.
Дахи крили соломою, очеретом, очеретом, пов'язаними в невеликі снопи («астрижкі»).

## Одяг
Народний одяг відрізнялася самобутністю і барвистістю обробки жіночого костюма (див. домачевскій лад, кобринський лад, малоритський лад, мотольскій лад, пінсько-івацевічський лад).
Тільки в Західному Поліссі зустрічалися спідниці з катана вовни (бурки), старовинна намітки (хуст) з тонких вибілені ниток, ритуальні головні убори.
Найбільш поширені способи декорування одягу — візерункове ткацтво, аплікація, гофрування. Орнаментальним вирішенням близькі до відповідних костюмів мотольскі рушники і пінсько-івацевічські рушники.